# 上海市 (伊利諾伊州)
上海市（英語：Shanghai City）是位於美國伊利諾伊州沃倫縣的一個非建制地區。該地的面積和人口皆未知。

## 地理
上海市的座標為41°03′03″N 90°29′48″W / 41.05083°N 90.49667°W，而該地的平均海拔高度為221米（即725英尺）。